# Agrostophyllum cyatheicola
Agrostophyllum cyatheicola är en orkidéart som beskrevs av André Schuiteman och De Vogel. Agrostophyllum cyatheicola ingår i släktet Agrostophyllum och familjen orkidéer. Inga underarter finns listade i Catalogue of Life.